# Montevideói kikötő
A Montevideói kikötő (spanyolul: Puerto de Montevideo) Dél-Amerika legfontosabb kikötőinek egyike, Uruguay gazdaságának meghatározó szereplője.
A kikötő a Río de la Plata torkolatának egyik félszigetén,  Montevideo Ciudad Vieja (spanyolul: Óváros) városrészének északi részén, illetve a Capurro-Bella Vista városrész délnyugati részén található. Szerepe a város és az ország történelmében igen jelentős, mivel Uruguay exporton alapuló gazdaságának egyik központja, illetve a Guerra Grande (az 1839–1852-es uruguayi polgárháború) idején a kikötő biztosította az ostrom alá vett város ellátását.

## Általános adatok
A kikötő bejáratát két hullámtörő gát védi. A keleti, a félszigethez kapcsolódó hullámtörő 900 m, a nyugati pedig 1300 m hosszú. A két hullámtörő között 300 m széles bejárat található. A Montevideói-öböl déli részén található kikötőnek három medencéje van: kettő óceánjáróknak és egy a folyami hajóknak. A 13 kikötői horgonyzóhely mellett további kikötőhelyek várják a hajókat a kikötőtől északra, a La Teja-i üzemanyag-terminálon. A folyami hajóknak fenntartott medence kivételével mindenhol 9  méter körüli mély a víz.
A konténerterminál a folyami kikötő mellett található, és csak konténerszállító hajónak van fenntartva. Itt a mélység 9,15  méter körül mozog. A rakparton több konténermozgató bakdaru is található. A terminál nyugati oldalán egy betonozott, nyílt tér található, melyet a konténerek tárolására használnak.
A kikötő Buenos Airestől légvonalban 210, Asuncióntól 1077, Porto Alegrétől 700 és São Paulótól 1500 kilométerre található.

## Története

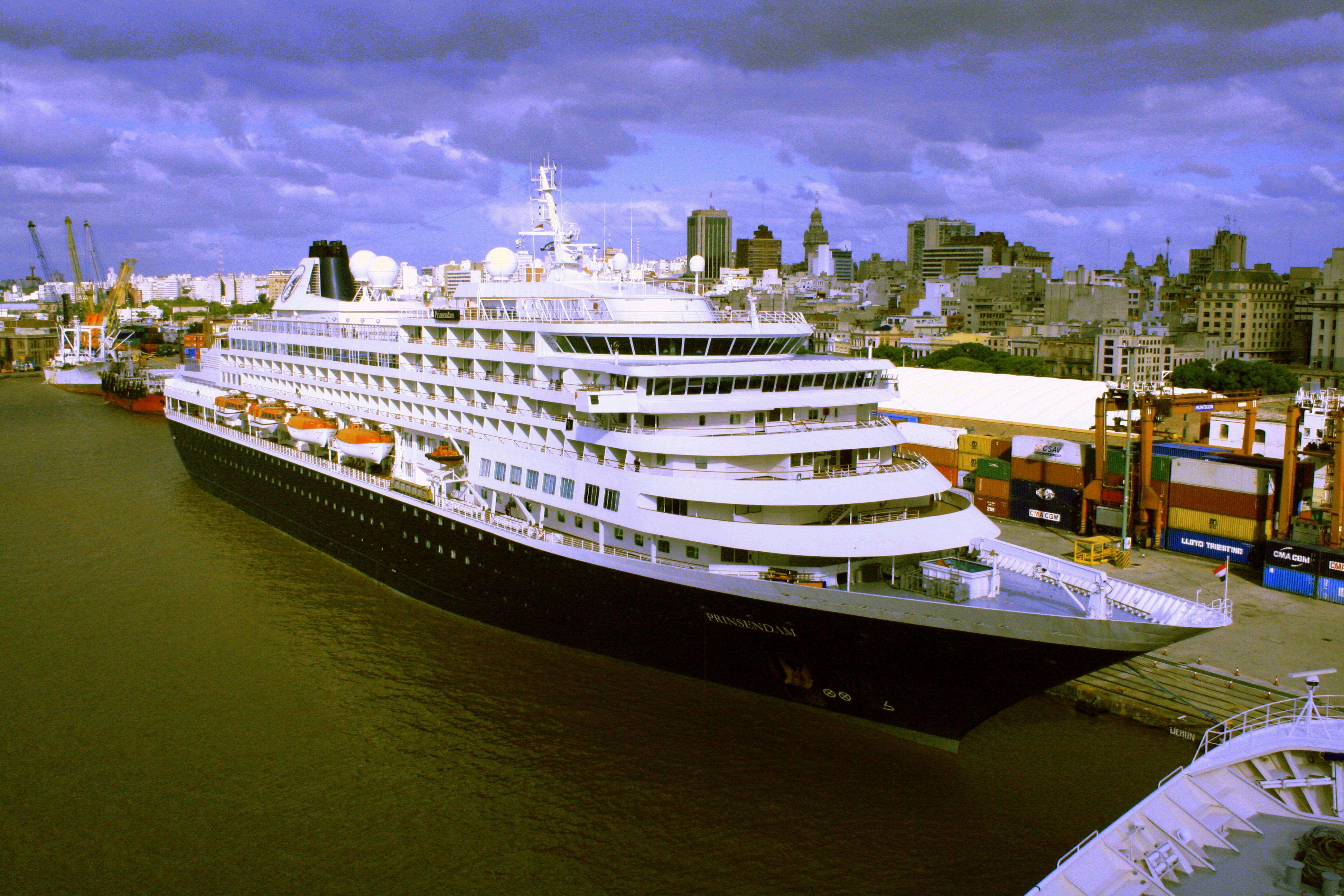
A Prisendam a Montevideói kikötőben

A Montevideói-öböl természeti adottságai nagy szerepet játszottak a város megalapításában. Az öböl természetes védelmet nyújt a hajóknak, ennek ellenére jelenleg két móló is védi bejáratát a hullámoktól. Ennek a természeti adottságnak köszönhetően tud versenyben maradni a La Plata másik nagy kikötőjével, a Buenos Aires-i kikötővel
Bruno Mauricio de Zabala, Buenos Aires kormányzója 1726-ban megalapította Montevideo városát, hogy megállítsa a portugálok terjeszkedését. Miután az egykori spanyol helyőrséget a spanyol korona rabszolga-kereskedő kikötővé léptette elő, robbanásszerűen bekövetkezett az első gazdasági fellendülés. A város 1776-ban a spanyolok legnagyobb dél-atlanti tengeri támaszpontja lett, és a Falkland-szigetek mellett az argentin partokon is befolyással bírt. A gyarmati időszak vége felé a kikötőváros kereskedői jelentős szerepet játszottak Uruguay függetlenségének kivívásában. A város 1828-ban az ország fővárosa lett.
A 19. század kezdetén számos hadsereg szállta meg a várost és a kikötőt, így spanyol, brit, argentin, brazil és portugál csapatok váltották egymást a környéken, melynek eredményeképpen a népességszám és a kereskedelem is visszaszorult. Az uruguayi polgárháború (1839–1852) alatt, 1843-ban Juan Manuel de Rosas argentin tábornok csapatai bekerítették és megostromolták a Colorádo Párt hívei által védett Montevideo erődjét. Az ostrom ideje alatt fontos szerepe volt a kikötőnek, mivel a franciák és az angolok a tenger felől látták el a városban rekedteket. A nehézségek ellenére a kikötő tovább fejlődött és továbbra is a La Plata torkolatának meghatározó létesítménye maradt.
A kikötő 1870 és 1930 között jelentős átalakuláson ment keresztül, ekkor épült az első famóló, raktárak, folyami horgonyzóhelyek, illetve a La Teja-i olajfinomító is. Ebben az időszakban történt, hogy 1923-ban egy vihar hatalmas károkat okozott a város és a kikötő létesítményeiben. A 20. század második fele óta nem történtek változások, a gazdasági stagnálás miatt a környék pedig hanyatlani kezdett.

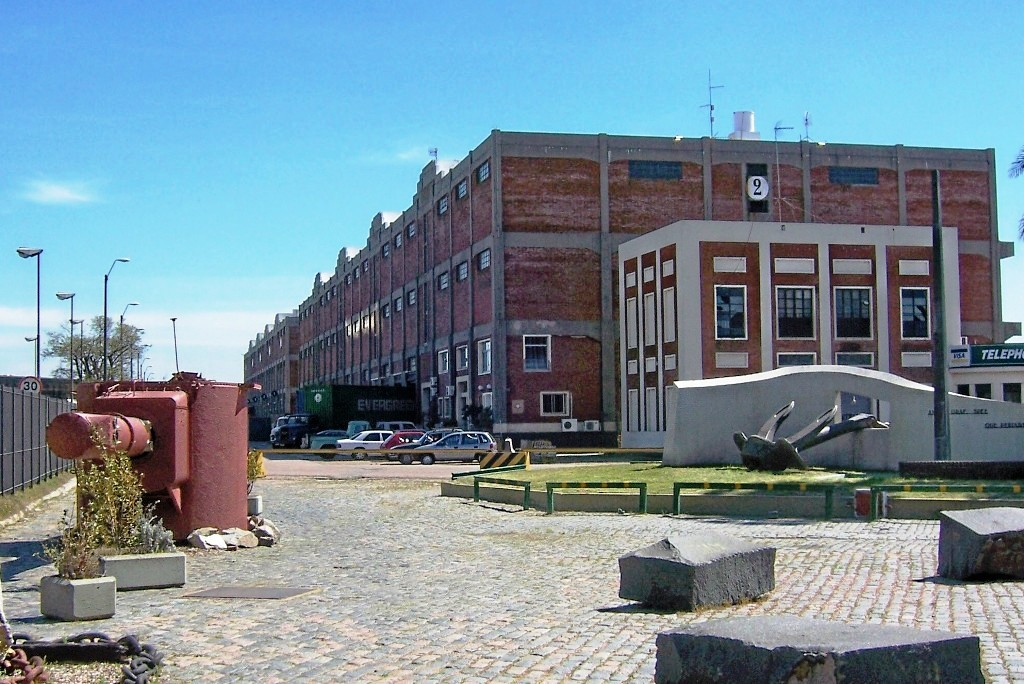
A Graf Spee felszínre hozott távmérője és vasmacskája a kikötőben

A második világháború alatt semleges kikötő maradt. 1939-ben, a La Plata-i csatában a német Admiral Graf Spee zsebcsatahajó a kikötőbe vonult vissza. Itt, 1939. december 17-én Hans Langsdorff kapitány parancsára a hajót elsüllyesztették. 2004-ben a hajó távmérőjét, majd 2006-ban az orrszobrát is  a felszínre hozták.

## Tevékenysége
A kikötő üzemeltetője a Kikötők Országos Igazgatósága (Administración Nacional de Puertos, ANP)
2008-ban több mint 5000 hajó érintette a kikötőt, melyből több mint 2000 uruguayi és más országbeli halászhajó volt. Ezen kívül konténerszállítók, kabotázshajók, olajszállítók, ömlesztett árut szállító hajók, bárkák és tengerjáró luxushajók is érkeztek szép számmal a kikötőbe. A kikötő kereskedelmi áruforgalma a 2000-es 4,3 millió tonnáról 2008-ban 9,1 millióra nőtt, melyben benne foglaltatik az 5,7 millió tonna konténer-áru, 2,5 millió tonna ömlesztett áru és több mint 967 000 tonna általános rakomány is.
A kikötőt két tengeri folyosón keresztül lehet megközelíteni, a délin (9 km) és a délnyugatin (15 km). A két hullámtörőn (nyugati: 1300 m, keleti 900 m) kívül egy 200 hektáros horgonyzóterület található.

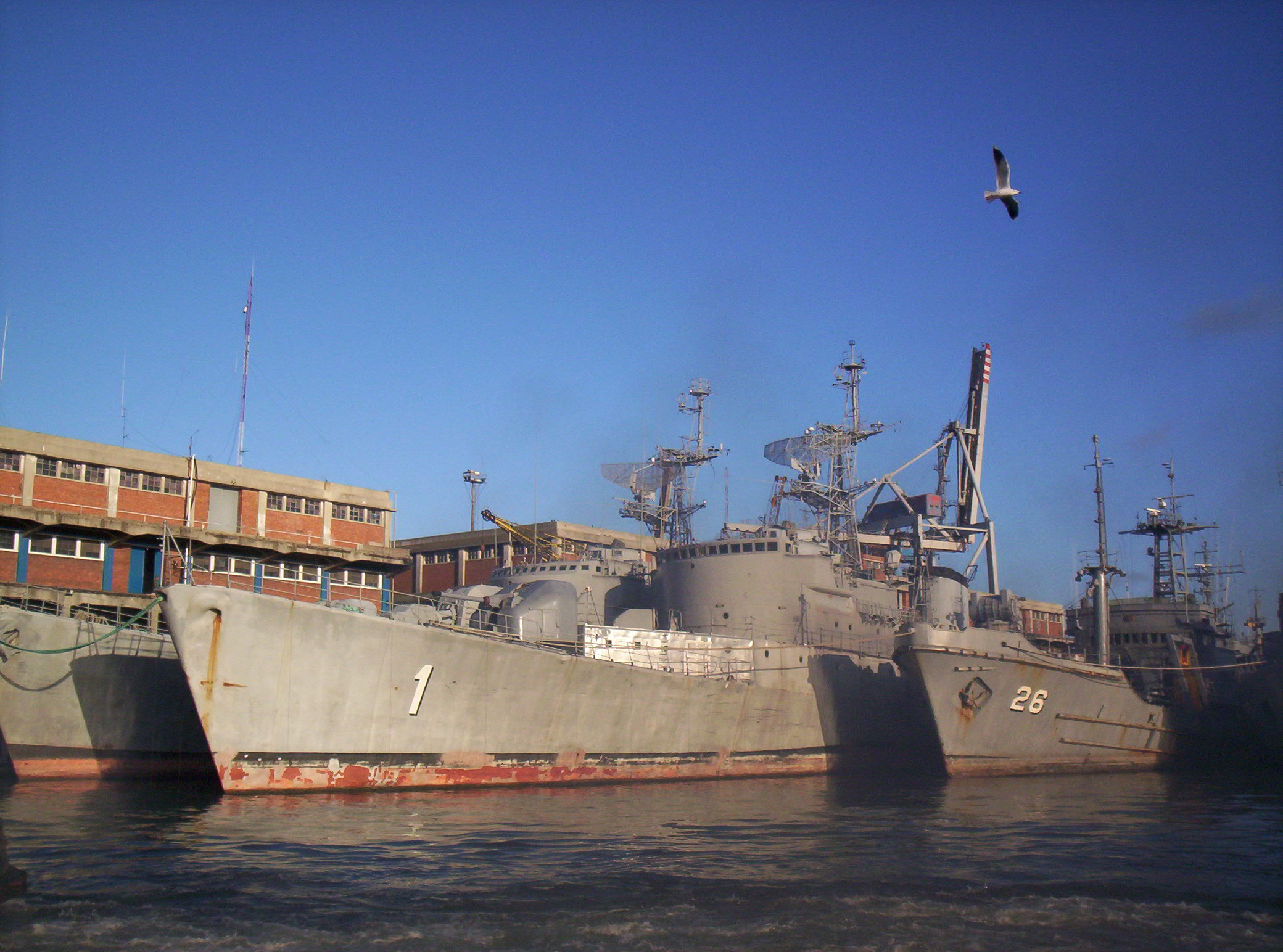
A haditengerészet hajói a kikötőben

A kikötőnek 13 horgonyzóhelye van, melyek teljes hossza majdnem 4 km, a mólók szélessége pedig 5 és 10 méter között mozog. A konténerterminál (Muelle de Escala) mólója 288 m hosszú és 10 m széles. A közeli 10 hektáros terület a konténerek tárolására van fenntartva. A konténerforgalmat tekintve, 2010-ben Montevideo a 118. helyen állt a világ kikötőinek rangsorában. Míg 2005-ben 454 531 TEU-s forgalmat bonyolított, addig 2010-re ez a szám 670 000 fölött volt. A közeli folyami horgonyzóhely (Muelle Fluvial) 353 m hosszú és 5 m széles. Itt található az Uruguayi Haditengerészet kikötőhelye is. A 382 m hosszú Muelle Maciel-en van a kikötő utasterminálja, ahova a Buenos Aires-Montevideo járatok érkeznek. A középső móló (Muelle Central) 492 m hosszan húzódik az 1-es medence mellett, ahol három Ro–Ro-típusú kikötőhely várja a hajókat. A 2-es medence mentén, a 392 m hosszú rakparton ömlesztett és csomagolt áruk kirakódása zajlik. Ugyanitt áll a fagyasztott szállítmányok és a gyümölcsök raktára is. A Muelle Mantaras 600 m hosszú mólója és 15 000 m²-es raktárhelyisége a halászhajók fogadására alkalmas.
Az öböl északi részén, La Teja városrészben fekszik az ország egyetlen olajfinomítója. A tartályhajók kikötésére alkalmas terminállal is rendelkező üzemben naponta 50 000 hordó olajat finomítanak.
A kikötő közelsége különböző iparágak kiépülését segítette elő az öböl térségében. Főként a ki- és beviteli vállalatok, a kikötői tevékenységre szakosodott, illetve a hajózási cégek vannak jelen a kikötő szomszédságában. A kikötőt körülvevő ipari övezet zsúfoltsága miatt a terület lakosságának száma viszonylag alacsony. A fő környezeti problémák közé tartoznak a vízalatti lerakódások, illetve a víz- és levegőszennyezések.
A külföldi kereskedelemnek köszönhetően a kikötő forgalma gyorsan és következetesen nőtt. 2009-ben az Inter-American Development Bank a kikötő modernizálására, a területek és a hatékonyság növelésére, illetve a folyami és tengeri szállítás alacsony költségeinek kialakítására 20 millió dolláros kölcsönt nyújtott Montevideónak.